# Ptilomyia parva
Ptilomyia parva är en tvåvingeart som först beskrevs av Samuel Wendell Williston  1896.  Ptilomyia parva ingår i släktet Ptilomyia och familjen vattenflugor. Inga underarter finns listade i Catalogue of Life.